# Síndrome de Wolff-Parkinson-White
La síndrome de Wolff-Parkinson-White (WPW) és una anomalia congènita cardíaca que consisteix en la sobreexcitació dels ventricles del cor a causa de l'existència d'una ruta alternativa de conducció elèctrica, constituint un tipus de síndrome de preexcitació. Aquesta es coneix amb el nom de feix de Kent localitzat a la part anterolateral de l'aurícula dreta i el ventricle dret. Si la seva localització fos a la part esquerra, el feix rep el nom feix de Ohnell.
Així doncs, aquesta síndrome es defineix com a l'existència de conducció elèctrica anormal entre l'aurícula i el ventricle.

## Història
La síndrome de WPW va ser descoberta l'any 1930 per Wolff, Parkinson i White. Van publicar un escrit, a la Revista Americal Heart Journal, amb 11 casos de bloqueig de branca en els quals s'observava un interval PR curt. La mostra de l'estudi eren joves sans sense antecedents de taquicàrdia paroxística. Més tard Onhell va introduir el concepte de preexitació utilitzat avui en dia per descriure aquesta patologia.

## Incidència
Es presenta en un 0,1% - 0,3% de la població general. Entre 1 i 3 de cada 1000 persones pateix aquesta malaltia.
Aquesta síndrome s'ha associat amb malformacions congènites, la incidència en persones amb malformacions congènites varia segons els autors i pot oscil·lar entre un 7% i un 15% segons evidència científica.
L'any 1944 Onhell va demostrar que aquesta patologia és hereditària i més tard, en diferents estudis es va arribar a la conclusió que era hereditària de tipus autosòmica recessiva.
Pel que fa a l'edat de les persones afectades hi ha una clara tendència a aparèixer en persones d'edat inferior a 50 anys amb un 90% d'incidència. El predomini segons el sexe és masculí amb una incidència del 60% -75% dels casos totals.
La síndrome de WPW està relacionada amb algunes anomalies i malformacions cardíaques. Una de les més relacionades amb aquesta síndrome és la d'Ebstein.

## Fisiopatologia
En les persones sanes la conducció elèctrica té un circuit únic i molt marcat. S'hi troba el marcapàs fisiològic, lloc en el qual s'inicia l'impuls elèctric. Aquest és el nòdul sinusal localitzat a l'aurícula dreta. Posteriorment, la conducció segueix fins al nòdul auriculoventricular (AV) i, finalment, arriba al feix de His als ventricles del cor i a les Fibres de Purkinje situades a la paret del ventricle.
En les persones afectades pel WPW aquesta conducció elèctrica es veu alterada i el circuit no és únic. Hi ha una via més de conducció auriculoventricular anomenada feix de Kent. Aquestes condueixen l'impuls a un ritme més elevat que el nòdul AV, del qual en substitueix la funció, és a dir, la presència d'aquesta via no permet actuar al nòdul AV. Cal recordar que el nòdul AV pot disminuir els impulsos elèctrica cosa que aquesta via anormal no.

Conducció elèctrica del cor
Conducció dels impulsos elèctrica i correspondència amb l'ECG

El Feix de Kent és el nom que correspon a la via accessòria de conducció elèctrica entre les auñicules i els ventricles del cor. Aquesta via anormal es pot localitzar a la part dreta del cor o a l'esquerra comunicant les diferents cavitats cardíaques. Si es localitza a la part esquerra s'anomena preexitació de tipus A i si, pel contrari, es troba a la part dreta rep el nom de preexitació tipus B. Aquesta via produeix la taquicàrdia típica d'aquesta patologia.

## Simptomatologia
El símptoma que representa aquesta patologia és la freqüència cardíaca elevada.Aquesta s'inicia de forma sobtada i pot durar, segons o hores. Aquests episodis poden ser més freqüents o menys segons la persona.
La resta de signes i símptomes associats aquesta patologia es desencadenen per l'increment de la freqüència cardíaca.
Alguns d'ells són:
- Mareig
- Taquipnea, freqüència respiratòria >20.
- Diaforesi, suor freda
- Ansietat
- Cansament
- Pèrdua de coneixement

Tot i que la síndrome està present des del naixement, algunes de les persones afectades no presenten símptomes fins a l'adolescència o fins i tot edat adulta. Alguns d'ells cursen de forma asimptomàtica.

## Diagnòstic
Les persones afectades pel WPW presenten episodis de palpitacions d'inici sobtat acompanyada d'altre simptomatologia com mareig, ansietat, dificultat per respirar... Altres persones poden estar afectades pel WPW però no presenten simptomatologia.
En conclusió, la prova que permet el diagnòstic d'aquesta patologia és l'electrocardiograma (ECG). En el primer cas, si una persona arriba a un servei d'urgències i presenta palpitacions se li farà un ECG, en el qual es podran observar trets característics d'aquesta patologia. En el segon cas, si una persona no presenta simptomatologia es pot diagnosticar amb un ECG durant una revisió mèdica.
En la interpretació de l'ECG els trets característics del WPW són:
- Escurçament interval PR < 0,12 segons
- Presència ones delta amb una duració d'entre 0,02 i 0,07 segons. Aquest és el signe més característic.
- QRS ample amb duració > 0,12 segons.
- Alteracions a segment ST i ona T

La duració dels intervals i el complex QRS depèn de diferents factors: temps de conducció auricular, localització de la via accessòria, temps conducció auriculoventricular de la via normal i temps de conducció a través de la via accessòria.
Altres mètodes que poden ajudar en el seu diagnòstic són: Holter, ecocardiograma i 

## Tractament
El tractament que s'aplica del tipus de simptomatologia que presenta la persona i del seu historial. També depèn de la presentació del WPW.

### Tractament farmacològic
El tractament farmacològic s'utilitza en persones que presenten quadre de palpitacions però estable, sense altra simptomatologia greu associada. S'utilitzen fàrmacs antiarrítmics com l'amiodarona i la procainamida en casos de fibril·lació auricular amb resposta ventricular.

### Cardioversió elèctrica
La cardioversió es duu a terme quan la persona es troba amb un estat hemodinàmic alterat i inestable, que posa en perill la seva vida. Es fa sota sedació i s'utilitza un desfibril·lador.

### Ablació
L'ablació és el tractament d'elecció en pacients amb palpitacions mal tolerades i risc de mort sobtada al provocar una fibril·lació ventricular (FV). No tothom es troba en aquesta situació, cal estudiar cada cas de forma individualitzada i el tractament també ho serà. Consisteix en interrompre la via accessòria. Amb aquest tractament la persona no ha de prendre tota la seva vida tractament antiarrítmic.